# Baljci, Bileća
Baljci so naselje v občini Bileća, Bosna in Hercegovina. 

## Deli naselja
Baljci, Čardak, Kupjenci, Ljeskova Dubrava, Okolišta, Podogorač, Podosoje, Podprisoje, Radmilovića Dubrava, Ruđin Do, Sliva, Trpavac in Vranja Dubrava.

## Prebivalstvo
| Pregled števila prebivalcev po letih | Pregled števila prebivalcev po letih | Pregled števila prebivalcev po letih | Pregled števila prebivalcev po letih | Pregled števila prebivalcev po letih | Pregled števila prebivalcev po letih |
| ------------------------------------ | ------------------------------------ | ------------------------------------ | ------------------------------------ | ------------------------------------ | ------------------------------------ |
| 1948                                 | 1953                                 | 1961                                 | 1971                                 | 1981                                 | 1991                                 |
| -                                    | -                                    | -                                    | 585                                  | 486                                  | 417                                  |

| Narodna sestava prebivalstva po letih                                                                                        | Narodna sestava prebivalstva po letih                                                                                      | Narodna sestava prebivalstva po letih                                                                                      |
| --- | --- | --- |
| 1971 | 1981 | 1991 |
| . skupaj: 585 Srbi 553 (94,52 %) Muslimani 11 (1,88 %) Hrvati 0 (0,00 %) Jugoslovani 0 (0,00 %) drugi in neznano 21 (3,58 %) | . skupaj: 486 Srbi 472 (97,11 %) Muslimani 4 (0,82 %) Hrvati 1 (0,20 %) Jugoslovani 0 (0,00 %) drugi in neznano 9 (1,85 %) | . skupaj: 417 Srbi 413 (99,04 %) Muslimani 2 (0,47 %) Hrvati 0 (0,00 %) Jugoslovani 1 (0,23 %) drugi in neznano 1 (0,23 %) |